# いまりんモーモちゃん
いまりんモーモちゃんは、佐賀県伊万里市の特産品である伊万里牛のPRのためのマスコットキャラクターである。所管は伊万里市役所シティプロモーション推進課。

## 概要
2009年10月1日にお披露目された。伊万里牛をモチーフにしており、設定では、黒毛和種の2歳の女の子で、身長193cm、体重非公表。デザインは、伊万里市の職員による。名前は公募され、「いまりん」と「モーモちゃん」という2つの応募案を合わせて、「いまりんモーモちゃん」と命名された。
いまりんモーモちゃんの双子の弟の「いまりんモーモくん」も存在する。